# جسر إسدود

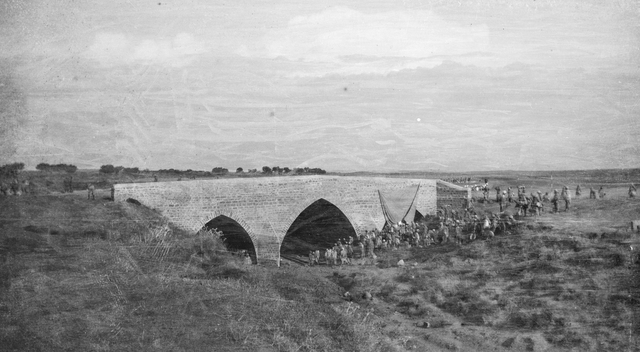
جسر إسدود في 1917

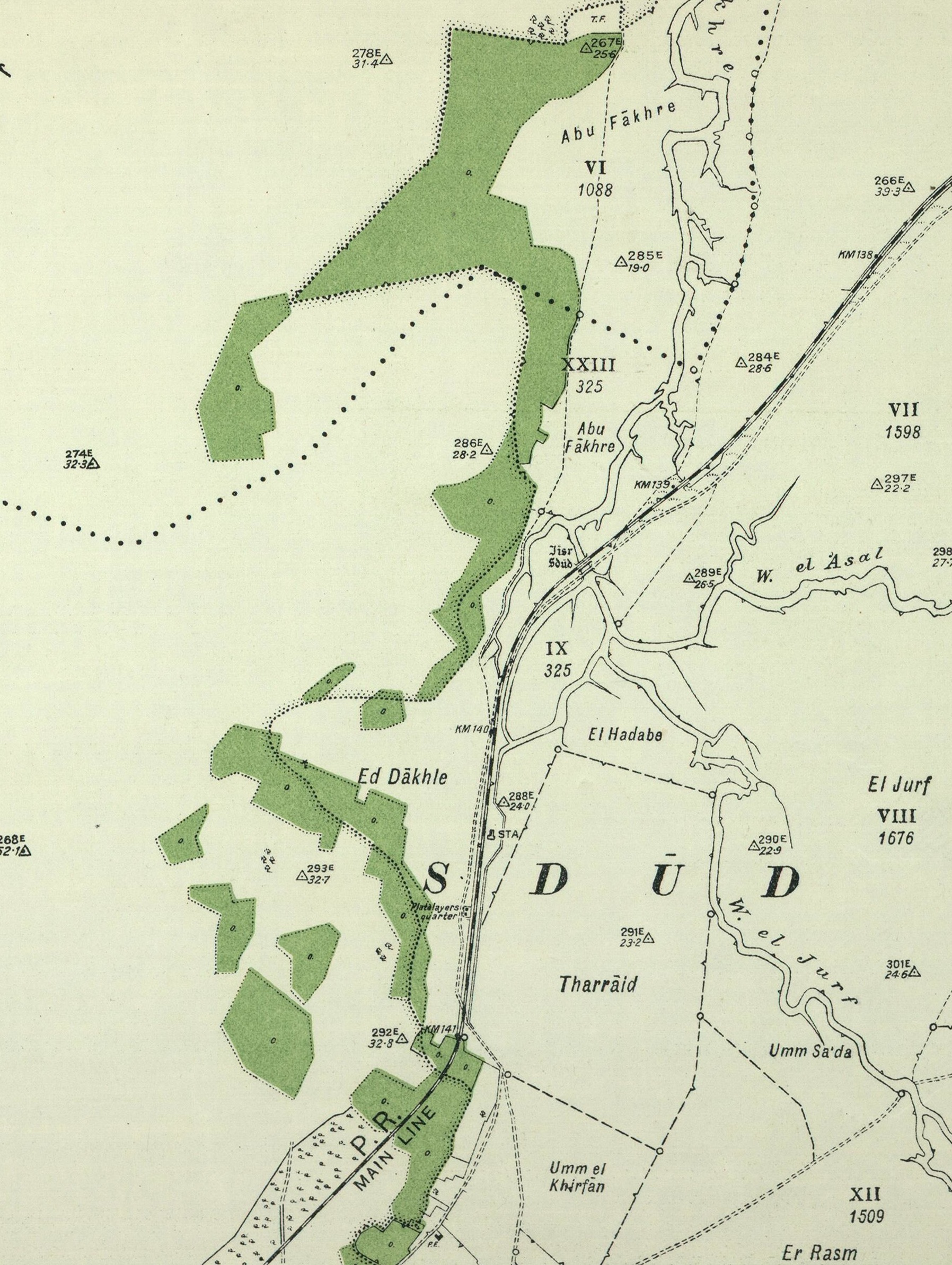
جسر إسدود في 1930، وجسر السكة الحديدية الموازي له، في خريطة مسح فلسطين.

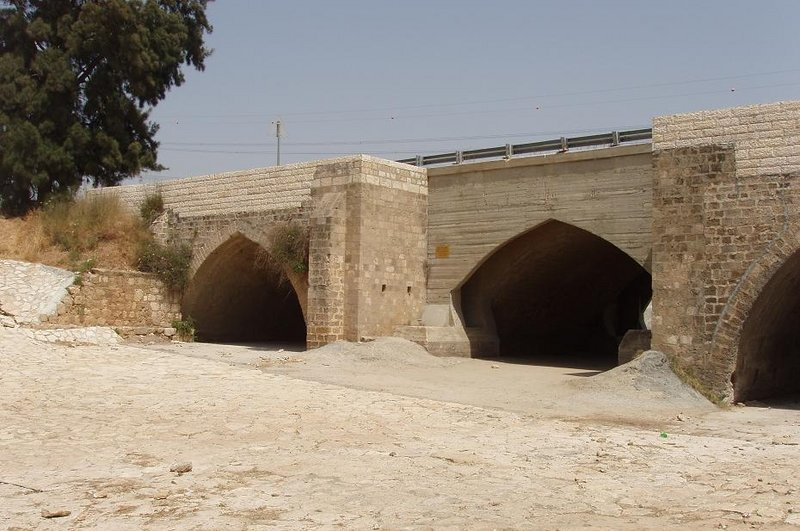
جزء من الجسر المملوكي في 2005، قبل ترميمه الأثري

جسر إسدود أو (جسر آد هالوم)، هو جسر مملوكي يعود تاريخه إلى القرن الثالث عشر وبُني فوق نهر صقرير (وادي سكرير/وادي فخيرة). ويقع على بعد حوالي 1.5 كم شمال مفترق آد هالوم [الإنجليزية]. ويشبه الجسر من حيث الطراز والتاريخ جسر جنداس وجسر يبنا القريبين.
يستعمل المشاة وراكبي الدراجات الجسر حالياً.

## وصفه
شُيد الجسر من حجارة الكركار المكسوة مع ثلاثة أقواس رمحية الشكل. وفقاً للمسح الأثري، فإن القوس الجنوبي «يكشف عن أعمال بناء سابقة، ربما من العصر المملوكي، إن لم يكن قبل ذلك. وقد كشفت السيول في الوادي عن أطلال المباني القديمة، المبنية من حجارة الكركار، بالقرب من القسم الشمالي الغربي من الجسر.»

## تاريخه
كان الجسر موقعاً تكتيكياً خلال معركة قمة جبل المغار في 1917. ونسفته عصابات الهاغاناه في 1946 في ليلة الجسور، ونُسف مرة أخرى في 1948 من قبل لواء جولاني في المراحل الأولى من الحرب العربية الإسرائيلية في 1948.
ثم أُعيد بنائه وتحديثه لاحقاً، وشهد حركة مرور كثيفة لسنوات عديدة. وخضع للتطوير في 2010، بدعم أثري بقيادة المهندس المعماري ساديا مندل. حيث فُكك القوس الأوسط الخرساني وأُعيد بنائه باستخدام تقنيات العصر المملوكي.